# Yamaga Sokō

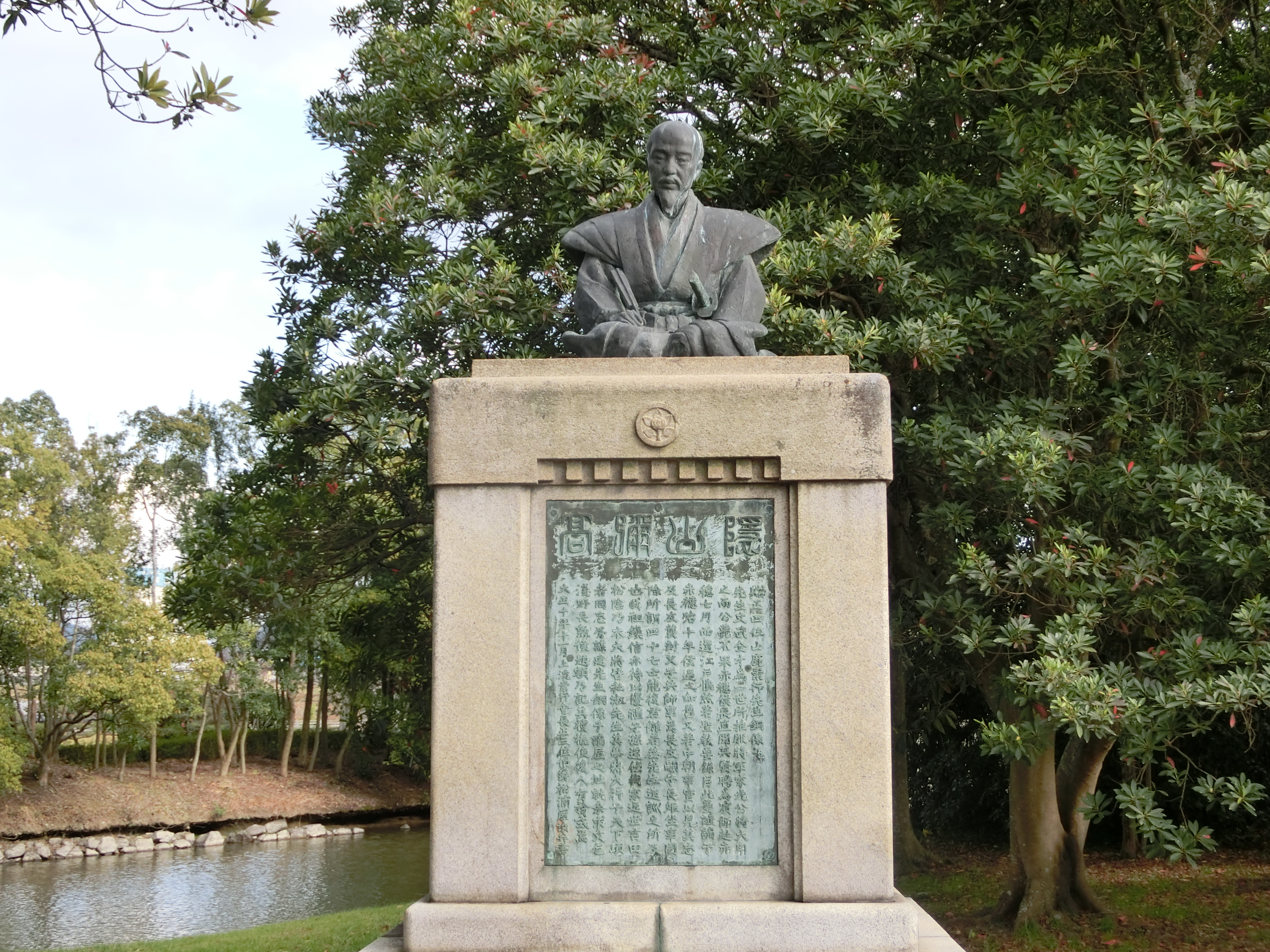
Yamaga Sokō

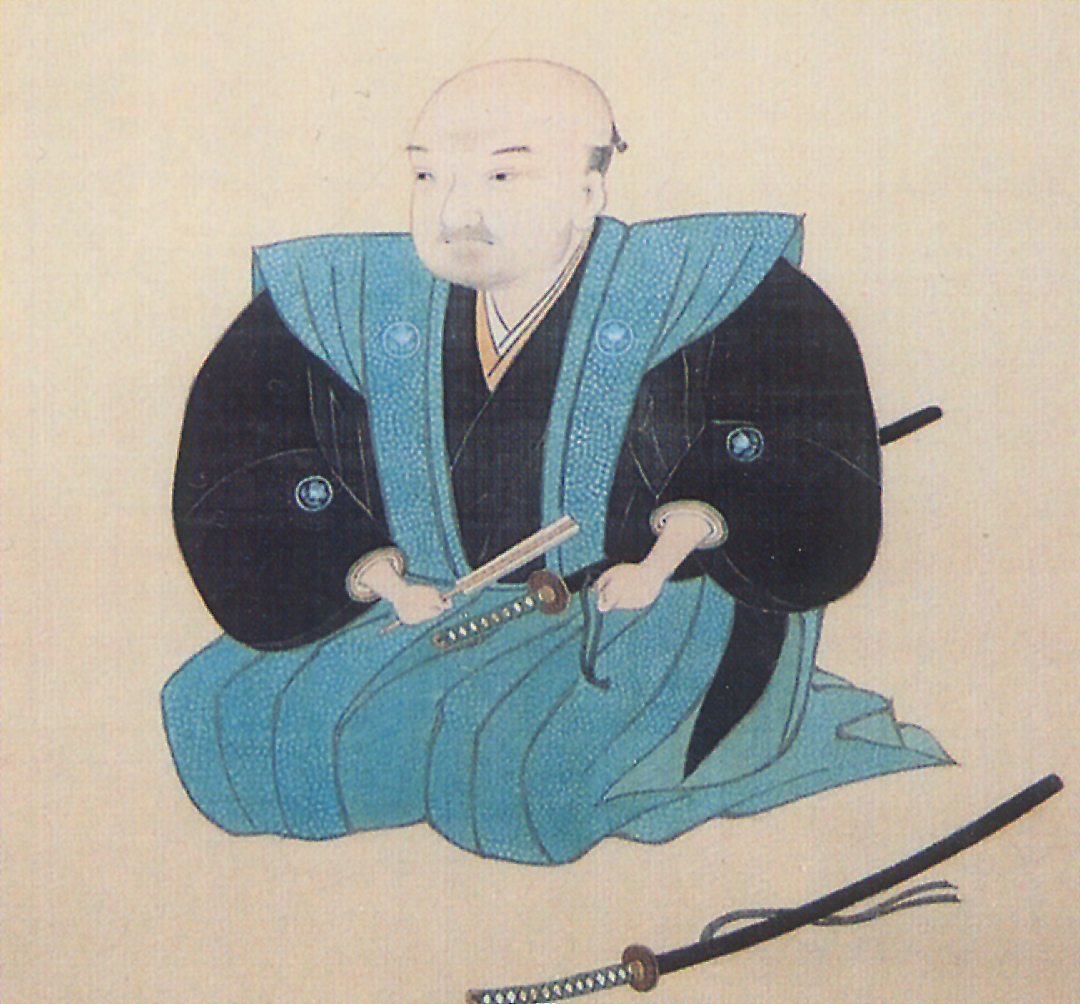
Yamaga Sokō

Yamaga Sokō (japanisch 山鹿 素行; geboren 21. September 1622 im Distrikt Aizu (会津) in der Provinz Iwashiro; gestorben 23. Oktober 1685) war ein japanischer Gelehrter der frühen Edo-Zeit.

## Leben und Werk
Yamaga Sokō erhielt seine Ausbildung  an der Schule des Konfuzianers Hayashi Razan. Im Alter von 30 Jahren wurde er militärischer Ausbilder des Akō-han. 1660 eröffnete er in Edo eine eigene Schule für klassische und militärische Ausbildung. Er lehnte die neokonfuzianische Lehre des Zhu Xi ab und  unterrichtete die ursprüngliche Lehre des Konfuzius.
Im Jahr 1665 publizierte Yamaga „Das Wesentliche der heiligen Lehre“ (聖教 要録, Seikyō yōroku), womit er die Gültigkeit akzeptierter Interpretationen des konfuzianischen Denkens in Frage stellte und die ideologischen Grundlagen des Tokugawa-Shogunats angriff. Das Buch wurde vom Shogunat verboten, Yamaga musste Edo verlassen, wurde aber später begnadigt.
Yamagas Verdienst war es, die Rückbesinnung auf die ursprüngliche Lehre „Kogaku“ (古学) des Konfuzius, eingeleitet zu haben. Im Bereich der Militärwissenschaft verband er die Nutzung europäischer Feuerwaffen mit traditionellen chinesischen Taktiken. Sein größter Beitrag war aber die Entwicklung einer Samurai-Ethik und sein patriotischer Blick auf die japanische Geschichte. 1656 veröffentlichte er das Werk „Das Wesentliche der Lehre der Ritterlichkeit“ (武教 要録, Bukyō yōroku), das als eins der frühesten Darstellungen des Bushidō angesehen wird. Er stellte u. a. fest, dass der Samurai in Friedenszeiten die Aufgabe habe, im Dienste für die Nation eine Vorbildfunktion zu erfüllen.
In seinen Arbeiten zur japanischen Geschichte ging es Yamaga vor allem darum, den nationalen Stolz, den Patriotismus zu stärken, in einer Zeit, in der andere Gelehrte sich ausschließlich mit China beschäftigten. In seinem bekanntesten geschichtlichen Werk „Die Wahrheit zum chinesischen Reich“ (中朝 事実, Chūchō jijitsu) aus dem Jahr 1669 machte er die China-Anbeter lächerlich und stellte mit Beispielen fest, dass Japan in vielen Bereichen andere Nationen überträfe. Seine Betonung des Shintō-Glaubens und der ununterbrochenen Linie des Kaiserhauses wurden im Rahmen Meiji-Restauration wieder aufgegriffen und blieben bis 1945 gültig.